# Liam Udom
Liam Akunne Michel Udom (Bagno a Ripoli, 27 giugno 2000) è un cestista italiano con cittadinanza francese.

## Biografia
È il fratello minore di Mattia, anch'egli cestista.

## Carriera

### Club
Dopo aver militato a livello giovanile nella Sancat Firenze, nei Crabs Rimini e nel Pistoia Basket 2000, Udom esordisce nei campionati senior in Serie B con la Fiorentina Basket.
Nel biennio successivo viene ingaggiato dalla Pallacanestro Piacentina, con cui conquista una promozione in Serie A2 e una Coppa Italia LNP di Serie B.
Dal luglio 2021 passa alla Scaligera Basket Verona, altra società militante in Serie A2. In 43 partite tra regular season e play-off, Udom segna 6,3 punti in 19,1 minuti di utilizzo medio. La squadra gialloblu vince i play-off e centra la promozione in Serie A. Udom viene confermato e debutta così nella massima serie.

### Nazionale
Nell'estate del 2022 partecipa, con la Nazionale sperimentale Under-23, al torneo Global Jam di Toronto.

## Palmarès
- Serie B LNP: 1

Pallacanestro Piacentina: 2020-2021
- Coppa Italia LNP di Serie B: 1

Pallacanestro Piacentina: 2021
- Campionato italiano dilettanti: 1

Scaligera Verona: 2021-2022